# Chiostro di San Pietro ad Aram

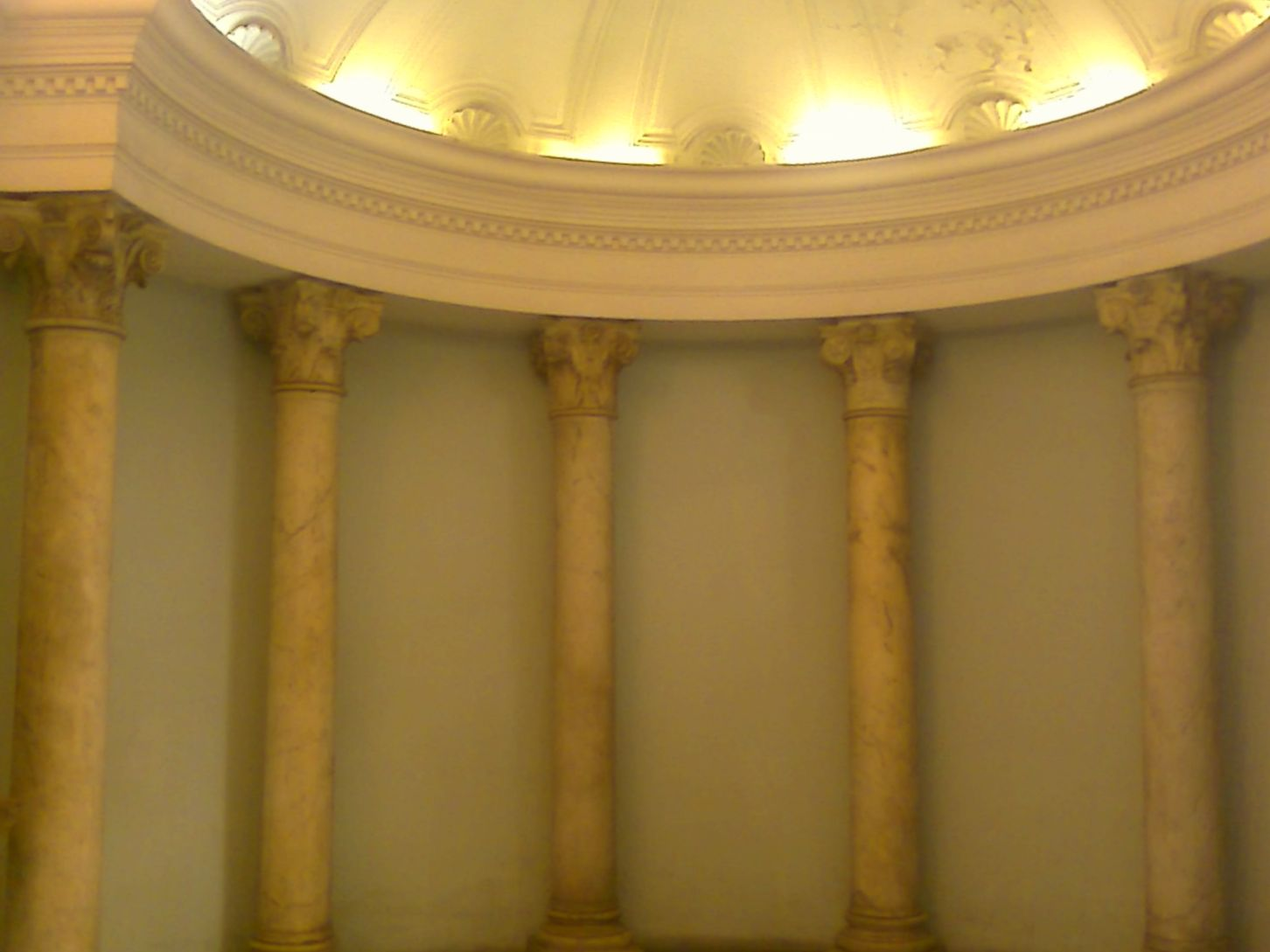
Colonne dell'ex chiostro

Il Chiostro di San Pietro ad Aram era un chiostro monumentale di Napoli ed annesso all'omonima basilica.
La struttura era una testimonianza dell'architettura rinascimentale partenopea, ma nella seconda metà del XIX secolo, durante i lavori di Risanamento, il chiostro fu demolito per far posto al taglio stradale del Rettifilo (corso Umberto I).
Le sue opere d'arte e decorazioni architettoniche sono sparse per la città, spostate in altri edifici; ad esempio, le colonne che costituivano l'ambulacro del chiostro furono trasferite nella chiesa di Sant'Aspreno al Porto.